# 水崇遜
水崇遜（？—？），字次惠（或作慧），江蘇省淮安府阜寧縣人，宣統三年進士，其妻為傅增濬之女。

## 生平
- 光緒三十三年（1907年）春，进入北洋大學堂（今天津大学）工科採礦冶金門甲班[4]读书，后于宣統二年畢業。
- 宣統二年（1910年）十月，學部會考北洋大學堂畢業學生，水崇遜得75.77分，考列優等[5]。
- 宣統二年十一月初九日己酉（1910年12月10日），因在丁憂期內，應俟服闋後再行帶領引見[6]。
- 宣統三年（1911年）四月，補行帶領引見，賞給進士出身，改為翰林院庶吉士[7]。
- 民國六年（1917年）至民國十三年，任川北鹽務稽核分所經理兼代運副[8]。
- 民國八年（1919年）9月28日，被授予四等嘉禾章[9]。
- 曾任川南鹽務稽核分所經理[10]。
- 曾任两浙鹽務稽核分所經理[11]。
- 民國二十年（1931年），任東北礦務局鐵嶺金礦礦長，九一八事變後，任平泰煤礦公司經理。
- 民國二十三年（1934年）六月，委派水崇遜為整理西北鹽務專員。
- 民國二十四年（1935年），派為財政部鹽務稽核所西北鹽務收稅總局局長[12]。
- 民國三十二年（1943年），任黃荊溝煤礦礦長。
- 民國三十八年（1949年），任威遠煤礦協理。

## 著作
- 「自貢鹽產之熱力——威遠煤礦」 水崇遜.《鹽務月報》,民國三十四年（1945年）第4卷第3期